# Jacob Berab
Jacob Berab (Maqueda, Castella, 1474 - Safed, Imperi Otomà, 1546) va ser un influent rabí i talmudista, conegut pel seu intent de recuperar l'antiga ordenació rabínica (Semicha).

## Primers anys
Berab va néixer a Maqueda, una ciutat prop de Toledo, a Castella (Espanya), en 1474. Va ser alumne d'Isaac Aboab de Castella. Després de l'Expulsió dels jueus d'Espanya, Berab va fugir cap a Fes, on hi havia una comunitat jueva de 5.000 membres, els quals el van triar com a rabí, encara que solament era un jove de 18 anys. Aleshores va anar a Tlemcen, la capital dels abdalwadites. En aquell indret, la comunitat jueva estava formada per 5.000 famílies, i el van triar com a rabí, tot i que només era un jove de divuit anys.
No se sap quant temps va romandre Berab a Algèria, però abans de 1522 estava a Jerusalem. En aquell indret, les condicions socials i econòmiques eren tan opresives que no es va quedar molt temps, sinó que va marxar amb els seus alumnes a Egipte. Diversos anys més tard (1527) Berab, va residir a Damasc, en 1533 va ser rabí al Caire, i diversos anys després finalment es va establir a Safed, una ciutat que aleshores tenia la comunitat jueva més gran de la Siriana otomana. Va ser en aquell indret, a on Berab va concebre la idea que el va fer famós, establir un centre espiritual jueu.

## Pla d'ordenació rabínica
Berab tenia un pla per a la reintroducció de l'antiga ordenació rabínica (Semicha). És probable que els seus plans addicionals incloguessin el restabliment del Sanedrí. El model de Berab va ser el Sanedrín dels temps dels Tanaim, que consistia en homes que podien rastrejar la seva ordenació rabínica fins a Moisés, no obstant això, durant més de mil anys no van existir tals homes, i es va perdre l'ordenació rabínica.
El projecte de Berab és considerat per alguns (Louis Ginzberg) com a part d'una visió messiànica més gran. Segons uns altres, el propòsit del pla de Berab, era la resolució de certes dificultats en matèria de la llei rabínica (halacà). En particular, va haver-hi un problema amb els marrans que van tornar al judaisme, per alliberar-los del càstig diví, alguns rabins de la Terra d'Israel van considerar aplicar-los el càstig dels assots (makot), que només pot ser assignat pel Sanedrí. Jacob Berab va escriure sobre aquest problema en la seva responsa rabínica.
Maimònides va ensenyar que si els savis de la Terra d'Israel accedien a ordenar a un d'ells, podien fer-ho, i que l'home de la seva elecció pot llavors ordenar a uns altres. Tot i que Bonastruc ça Porta i altres rabins es van oposar a l'opinió de Maimònides, els erudits de Safed confiaven en ell, i no dubtaven que des d'un punt de vista rabínic, no es podia plantejar cap objecció al seu pla.
En 1538, es van aplegar 25 rabins en la ciutat de Safed, ubicada a l'Imperi Otomà, van formar una assemblea, i van ordenar com a rabí a Jacob Berab, i li van donar el dret d'ordenar a uns nous rabins, que després formarien un Sanedrí. En un discurs a la sinagoga de Safed, Berab va defensar la legalitat de la seva ordenació, des d'un punt de vista talmúdic, i va mostrar la naturalesa dels seus drets. En enterar-se d'aquest esdeveniment, la majoria dels altres erudits jueus van mostrar el seu acord, i els pocs que no estaven d'acord amb la seva opinió, no van tenir el coratge d'oposar-se a Berab i els seus seguidors. Berab després va ordenar a uns altres rabins, entre ells al Rabí de Jerusalem, Ibn Habib, el Rabí Yossef Qaro, el Rabí Moisès de Trani, i el Rabí Yosef Sagis. Yosef Qaro més tard va ordenar al Rabí Moixè Alshich, i Alshich va ordenar al Rabí Jaim Vital al voltant en 1590.

## Disputa amb Ibn Habib
Per obtenir la bona voluntat dels jueus de la Ciutat santa de Jerusalem, el primer que Berab va fer amb el seu nou càrrec, va ser ordenar al Gran Rabí de Jerusalem, Levi ibn Habib. Atès que aquest darrer havia estat durant molts anys un oponent personal de Berab, i els dos havien tingut moltes disputes pel que fa a les decisions rabíniques, l'ordenació de Ibn Habib mostra que Berab va col·locar l'interès general per sobre del seu interès personal. A més, els termes en els quals Berab va anunciar oficialment l'ordenació de Ibn Habib van ser molt amables. Berab, no esperava molta oposició de Ibn Habib, però estava equivocat. L'animositat personal de Ibn Habib contra Berab no va acabar, sinó que es va veure incrementada per la seva ordenació. Va considerar un insult a la seva dignitat, i a la dignitat de Jerusalem, fer un canvi tan important sense consultar primer als erudits de Jerusalem.
No es va acontentar amb una protesta oral, sinó que va enviar un missatge als erudits de Safed, en el qual va exposar la il·legalitat del procediment de Berab, i va declarar que l'ordenació suposava un risc per al futur del judaisme rabínic, ja que el Sanedrí podia fer servir la seva legítima autoritat per manipular el calendari hebreu.
Encara que el to de Levi ibn Habib era moderat, tots podien llegir entre línies que s'oposava personalment al Rabí Jacob Berab i a la seva obra. Això va quedar demostrat pels comentaris fets per Ibn Habib, quan va sostenir que els erudits de Safed no estaven qualificats per ordenar a nous rabins, ja que no eren neutrals en aquest afer, i quan va insinuar que Berab no era digne de transmetre l'ordenació rabínica (Semicha).
Berab estava sorprès pel perill en el qual ara es trobava la seva empresa, i amargat pels atacs personals de Ibn Habib, no podia adherir-se a una refutació merament objectiva, sinó a una refutació personal. Per exemple, en resposta a una de les observacions de Ibn Habib, on Habib va afirmar que una ordenació sagrada no ha de procedir de l'aprenentatge, sinó de la santedat, Berab va respondre:
"Mai vaig canviar el meu nom: enmig de la necessitat i la desesperació vaig seguir el camí de Déu".
Berab va esmentar el fet que quan Habib era jove, havia viscut durant un any a Portugal com a cristià amb un nom fals. La lluita entre Berab i Ibn Habib es va tornar completament personal, i això va tenir un efecte negatiu en el pla de l'ordenació rabínica. Berab tenia molts admiradors però pocs amics. A més, la vida de Berab estava en perill. L'ordenació havia estat presentada a les autoritats otomanes com el primer pas cap a la restauració de l'estat jueu. Jacob Berab era un home ric, i alguns funcionaris turcs estaven interessats a tenir la seva riquesa.
Berab es va veure obligat a anar a Egipte per un temps, però encara que la demora de cada moment podria haver-li costat la vida, es va demorar prou com per poder ordenar a quatre rabins, de manera que durant la seva absència, ells podien continuar realitzant les ordenacions rabíniques. Mentrestant, els seguidors de Ibn Habib van augmentar en nombre, i quan Berab va tornar, va descobrir que l'estat del seu pla era desesperat. La seva mort, alguns anys més tard, va posar fi a la disputa que va posar a la majoria dels erudits jueus del seu temps en contra de l'ordenació rabínica (Semicha).
Es coneix positivament que els Rabins Yossef Qaro i Moisès de Trani, van ser dos dels quatre homes ordenats per Berab, els altres dos van ser Abraham Shalom i Israel ben Meir di Curiel. Yossef Qaro va ser l'únic que va ordenar a un altre rabí, Moixè Alshich, qui al seu torn, va ordenar al Rabí Hayyim Vital. Així, l'ordenació es pot rastrejar durant quatre generacions. Amb l'excepció d'algunes breus contribucions als treballs d'altres rabins, l'únic dels nombrosos treballs publicats per Berab va ser la seva obra: Sheulot o-Teshubot (Preguntes i respostes), Responsa, Venècia, 1663, però l'edició rabínica de la Tanakh, (Amsterdam 1724-1728), conté les notes de Berab, sobre els llibres dels profetes Isaies i Jeremies.